# عبدالله سیسه
عبدالله سیسه (فرانسوی: Abdoulaye Cissé‎؛ زادهٔ ۲۴ دسامبر ۱۹۸۳) بازیکن فوتبال اهل بورکینافاسو است.
از باشگاه‌هایی که در آن بازی کرده‌است می‌توان به باشگاه فوتبال المصری، باشگاه ورزشی الخور، باشگاه ورزشی السیلیه، باشگاه ورزشی زمالک، باشگاه فوتبال مون‌پلیه، باشگاه فوتبال الظفره و باشگاه فوتبال الفیصلی عربستان سعودی اشاره کرد.
وی همچنین در تیم ملی فوتبال بورکینافاسو بازی کرده‌است.